# زشتر
زشتر (به آلمانی: Seester) یک شهر در آلمان است که در پینبرگ واقع شده‌است. زشتر ۹۷۲ نفر جمعیت دارد.